# Polyblastia epomphala
Polyblastia epomphala är en lavart som först beskrevs av William Nylander och som fick sitt nu gällande namn av Georg Hermann Zschacke. 
Polyblastia epomphala ingår i släktet Polyblastia och familjen Verrucariaceae. Arten är reproducerande i Sverige.